# West-Estse Archipel

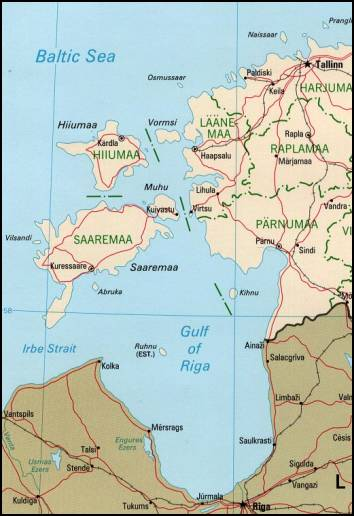
West-Estse archipel

De West-Estse Archipel is een groep eilanden gelegen in de oostelijke Oostzee, voor de kust van Estland.  Met een uitgestrekt gebied van 15.600 vierkante kilometer omvat de archipel prominente eilanden zoals Saaremaa, Hiiumaa, Vormsi en Muhu, evenals diverse kleinere eilanden en mariene gebieden.
De West-Estse Archipel ligt in een ecologisch overgangsgebied, waar gematigde naald- en loofbossen elkaar ontmoeten. Het landschap vertoont een unieke diversiteit aan flora en fauna. De eilanden vertegenwoordigen ecosystemen die zich hebben ontwikkeld op de kustformaties gedurende verschillende fasen van de laatste tienduizend jaar van de Oostzee. De geografische ligging, jeugdige kenmerken van het gebied, kalkrijkheid van de bodem en eeuwenlange menselijke activiteit dragen bij aan de opvallende kenmerken en de natuurlijke diversiteit van de West-Estse eilanden.
De kustlijn van de archipel bestaat uit zowel lage als duinenstranden, met lage baaien die kleine eilandjes en holmen herbergen. Duizenden jaren van menselijke bewoning en landgebruik hebben de structuur van bossen, weiden, akkerland en weilanden op de eilanden gevormd, wat resulteert in een gevarieerd en mozaïekachtig landschap. De terrestrische habitats omvatten onder andere dennenbossen, gemengde sparren- en loofbossen, jeneverbessen, kustweiden, moerassen en veenmoerassen.
Naast het vasteland vormen de ondieptes van de Oostzee, eilandjes, lagunes en verschillende soorten graslanden, waaronder kust-, alvar-, alluviale of moerassige gebieden, waardevolle ecosystemen. Het gebied herbergt ook alvarbossen, die bijzonder interessant zijn. Bepaalde delen van het reservaat zijn aangewezen als drasland van internationaal belang volgens Ramsar-specificaties. Sinds 1990 is het een UNESCO-biosfeerreservaat.
Naast zijn ecologische waarde is de West-Estse Archipel ook de thuisbasis van een menselijke gemeenschap, met ongeveer 43.000 mensen (vanaf 2012). Menselijke activiteiten in het gebied omvatten onder andere voedselindustrie (visserij, zuivel, bakkerij), bosbouw, houtindustrie, kunststofindustrie, elektronica-industrie, handel, transport en toerisme.